# Emanuele Della Felba
Emanuele Della Felba (Latina, 13 giugno 1980) è un ex cestista italiano.

## Carriera
Cresciuto nelle giovanili della Pallacanestro Cantù dove conquista un titolo nazionale Allievi e due titoli Cadetti.
Esordisce in Serie A a 16 anni, considerato uno dei migliori talenti del basket italiano. Diversi problemi fisici ne limitano parzialmente la carriera.
Dopo il termine della carriera agonistica, intraprendende l'attività imprenditoriale nel mondo del padel gestendo il circolo Kirkos di Sabaudia